# Баландин, Сергей Александрович
Сергей Александрович Баландин (11 июля 1982, Мурманск) — российский биатлонист. Многократный чемпион мира и Европы по летнему биатлону, заместитель мастера спорта России, Александра Баландина. Принимал участие в зимних стартах. Двукратный чемпион Европы по биатлону. Чемпион всемирной зимней универсиады в Харбине.
На кубке мира по биатлону в сезоне 2008/09 участвовал на последнем этапе сезона в Ханты-Мансийске, где занял 30-е место в спринте.
Обладатель Кубка России сезона 2008/09.  Завершил карьеру в сезоне 2010/2011 годов.
окончил Тюменский государственный университет.